# حسن‌باروق
حسن‌باروق روستایی است که در استان اردبیل، شهرستان اردبیل، بخش مرکزی، دهستان بالغلو قرار دارد.

## جمعیّت
بر اساس سرشماری سال ۱۳۸۵ جمعیّت این روستا ۶۲۱ نفر با ۱۵۷ خانوار بوده‌است.